# トップフ・ウント・ゼーネ
トップフ・ウント・ゼーネ（ドイツ語: J.A. Topf & Söhne、英語: J.A. Topf and Sons）は、エアフルトを拠点にしていたドイツの企業。第二次世界大戦中のナチス・ドイツによるホロコーストで使われた死体の火葬処理施設を開発・製造した事で知られる。
跡地に記念館がある。